# Cardiosace natalis
Cardiosace natalis är en fjärilsart som beskrevs av Achille Guenée 1852. Cardiosace natalis ingår i släktet Cardiosace och familjen nattflyn. Inga underarter finns listade i Catalogue of Life.